# Championnats d'Europe de tennis de table 1988
Navigation
Édition précédente Édition suivante
Les championnats d'Europe de tennis de table 1988, seizième édition des championnats d'Europe de tennis de table, ont lieu du 19 au 27 mars 1988 à Paris, en France.
Le titre messieurs est remporté par le suédois Mikael Appelgren.